# Stefan Mutter
Pour les articles homonymes, voir Mutter.
Stefan Mutter, né le 3 octobre 1956 à Bâle, est un coureur cycliste suisse. Il est professionnel de 1979 à 1991.

## Palmarès

### Palmarès amateur
- 1977
  - 4eb étape du GP Tell (contre-la-montre)
  - Prologue du Tour de l'Avenir
  - Championnat de Zurich amateurs
  - 5e du Tour de l'Avenir
  - 7e du championnat du monde sur route amateurs
- 1978
  - Giro del Mendrisiotto
  - 2e du Tour d'Autriche
  -  Médaillé de bronze du championnat du monde du contre-la-montre par équipes
  -  Médaillé de bronze du championnat du monde sur route amateurs

### Palmarès professionnel
- 1979
  - 4e du Tour de Romandie
  - 8e du Critérium du Dauphiné libéré
- 1980
  - 2e de Paris-Nice
  - 3e du championnat de Zurich
  - 3e de À travers Lausanne
- 1981
  -  Champion de Suisse sur route
  - Tour méditerranéen :
    - Classement général
    - 3e étape (contre-la-montre)

  - 2e de Liège-Bastogne-Liège
  - 3e du Tour du Stausee
  - 4e de Tirreno-Adriatico
  - 5e de la Flèche wallonne
  - 7e du Championnat de Zurich
  - 8e du championnat du monde sur route
  - 9e de l’Amstel Gold Race
  - 9e du Tour des Flandres
- 1982
  -  Classement par points du Tour d'Espagne
  - 9eb étape du Tour de France
  - 3e de Liège-Bastogne-Liège
  - 4e de Paris-Roubaix
  - 7e du Tour d'Espagne
  - 7e du Tour de Suisse
- 1983
  - 3eb étape du Tour des Trois Provinces
  - Visp Grächen
  - 2e du Trophée Luis Puig
  - 2e du Tour des Trois Provinces
  - 2e du championnat de Suisse sur route
  - 5e du Tour de Suisse
  - 8e de Gand-Wevelgem
  - 10e du championnat du monde sur route
- 1984
  - 3e étape de la Semaine cycliste internationale
  - 4e étape du Tour d'Italie
  - 2e de la Semaine cycliste internationale
  - 3e du Tour méditerranéen
  - 3e du Grand Prix du Canton de Zurich
  - 7e de Tirreno-Adriatico
  - 7e de Gand-Wevelgem
  - 7e du Championnat de Zurich
- 1985
  - 2e de Milan-Turin
  - 3e de Tirreno-Adriatico
  - 10e du Tour des Flandres
- 1988
  - 3e du Grand Prix de la Libération (contre-la-montre par équipes)

### Résultats sur les grands tours

#### Tour de France
4 participations
- 1979 : 76e
- 1982 : 21e, vainqueur de la 9eb étape
- 1985 : abandon (20e étape)
- 1987 : abandon (13e étape)

#### Tour d'Italie
6 participations
- 1981 : 39e
- 1982 : 7e
- 1983 : 42e
- 1984 : 33e, vainqueur de la 4e étape
- 1985 : 44e
- 1986 : 19e

#### Tour d'Espagne
2 participations
- 1982 : 7e,  vainqueur du classement par points
- 1986 : 19e